# Nobutoši Kaneda
Nobutoši Kaneda (* 16. únor 1958) je bývalý japonský fotbalista.

## Klubová kariéra
Hrával za Nissan Motors.

## Reprezentační kariéra
Nobutoši Kaneda odehrál za japonský národní tým v letech 1977-1984 celkem 58 reprezentačních utkání.

## Statistiky
| Japonsko | Japonsko | Japonsko |
| Roky     | Záp.     | Góly     |
| -------- | -------- | -------- |
| 1977     | 1        | 1        |
| 1978     | 14       | 0        |
| 1979     | 3        | 0        |
| 1980     | 12       | 2        |
| 1981     | 6        | 0        |
| 1982     | 8        | 0        |
| 1983     | 8        | 2        |
| 1984     | 6        | 1        |
| Celkem   | 58       | 6        |